# 愛知県立豊橋特別支援学校
愛知県立豊橋特別支援学校（あいちけんりつ とよはしとくべつしえんがっこう）は、愛知県豊橋市西口町字西ノ口に本校がある公立特別支援学校。愛知県では2番目に開校した特別支援学校である。愛称は「豊養」（とよよう）。
分教室として、北設楽郡設楽町の「山嶺教室」（田口高校内）、田原市の「潮風教室」（福江高校内）がある。

## 概要
- 設置
  - 本校：1975年4月1日
  - 分教室「山嶺教室」：2014年4月1日
  - 分教室「潮風教室」：2020年4月1日
- 主に肢体不自由児を中心に受け入れているが、近年は高等部では知的障害児、発達障害児の受け入れもしている。

## 学部
- 小学部
- 中学部
- 高等部
  - 本校：全入制
  - 分教室「山嶺教室」「潮風教室」
- 各部のトップとして部主事という人が一人いる。
- 訪問施設内教育

## 交流教育
- 小学部は向かいにある豊橋市立岩西小学校との交流教育をしている。
- 中学部は豊橋市立東部中学校との交流教育をしている。
- 高等部は愛知県立豊橋商業高等学校のインターアクト部と交流教育をしている。
- Aグループは学習交流を年数回　愛知県立豊橋商業高等学校に出向き開催

上記以外は同校で特別支援学校の能力に合わせた交流
各クラス単位で2-3名配置

## パソコン教育
- パソコンの授業を出来る部屋（情報処理室）は2部屋ある。
- 高等部（勉強クラス）では情報（パソコンの知識など）を中心。
- 科目、情報処理では主にExcelを使い表計算の作成を・文書デザインは主にWord・一太郎使い文書作成を勉強している。（Aグループのみ）

## 年中行事
- 4月：遠足
  - 児童生徒会選挙
- 5月：運動会
- 6月：校内実習・就業体験（高等部のみ）
- 9月：修学旅行
  - 小学部 = 蒲郡
  - 中学部 = 知多半島
  - 高等部 = 大阪
  - 社会見学
- 11月：たかしの祭り（文化祭）
- 3月：卒業式

## 交通アクセス

### 本校

#### 公共交通
- 豊鉄バス
  - 西口線 西口バス停から徒歩約10分
  - 二川線 西口町バス停から徒歩約7分

#### スクールバス
- スクールバスは2016年度現在4台ある。2016年度より新城線から経路分離する形で豊川線が新設された。
- 新城線は新城市の桜淵公園〜学校まで（日本宝くじ協会からの寄付バス（リフト付中型バス））
- 蒲郡線は蒲郡駅〜学校まで（日本宝くじ協会からの寄付バス（リフト付大型バス））
- 田原線は田原市役所赤羽根支所〜学校まで（日本宝くじ協会からの寄付バス（リフト付大型バス））
- 豊川線は赤塚山公園〜学校まで（日本宝くじ協会からの寄付バス（リフト付大型バス））
  - 運行は2016年度より東神観光バスに委託し運行している。

### 分教室
田口高校（山嶺教室）、福江高校（潮風教室）を、それぞれ参照されたい。

## その他
- エレベータは校内に2基ある。
- 豊橋市市政の100年行事の一環のドリーム電車の絵の募集で在校生が優秀賞を受賞した。[2][3]
- 映画『1リットルの涙』のロケ地である。ちなみに原作者・木藤亜也が在籍していた学校は愛知県立岡崎特別支援学校である。
- 過去二回ソフトボール日本代表がオリンピック開催後（シドニーオリンピック、アテネオリンピック）慰問
- 歴代校長は永年本校在職者が部主事経験後、一度他校へ転任し3～5年教頭を経て、本校の校長として採用されるケースが多い。